# Termoregolazione industriale
La termoregolazione industriale è il procedimento preposto al controllo delle temperature coinvolte a vario titolo in un processo produttivo, ottenuto mediante trasferimento di calore: in ogni settore industriale è infatti essenziale garantire le giuste temperature sia per il corretto trattamento e la lavorazione delle materie prime, sia al fine del buon funzionamento delle attrezzature impiegate, in termini di rendimento e di sicurezza operativa.
La corretta temperatura è difatti a pieno titolo un fattore produttivo essenziale al pari degli impianti, dell'energia e delle materie prime impiegate, essenziale per la riuscita ottimale di tutte le fasi di produzione in ogni settore, dall'alimentare al chimico e farmaceutico, dalla metallurgia all'industria meccanica, dalla produzione e lavorazione della plastica e della gomma alla produzione di vernici, così come anche nella power generation e negli impianti di cogenerazione, o ancora laddove si faccia uso di compressori per aria compressa e di motori endotermici con circuito di lubrificazione a olio.

## Macchine Termiche
Tutti i processi produttivi industriali richiedono una specifica termoregolazione, che si ottiene ricorrendo a fluidi di diversa natura che provvedono al trasferimento di energia termica, quali soluzioni antigelo, acqua, vapore e olio diatermico, assicurando le fasi di riscaldamento, raffreddamento e mantenimento indispensabili nelle diverse fasi di produzione. 
Si può termoregolare un fluido mediante l'impiego di diversi macchinari, o macchine termiche, tutte finalizzate alla gestione dell'energia termica. Queste comprendono una vasta gamma di soluzioni possibili, con diverse modalità costruttive a seconda delle condizioni operative, della tipologia di impianto industriale e del tipo di applicazione, delle materie prime coinvolte e dei livelli di temperatura richiesti. 
Le principali macchine termiche generalmente impiegate nella termoregolazione industriale sono:
- Scambiatori di calore
- Torri evaporative
- Chiller o refrigeratori
- Free cooler
- Radiatori e Dissipatori ad aria
- Centraline di termoregolazione o termostatazione

## Termoregolazione in alcuni settori industriali

### Alimentare
L'industria alimentare è probabilmente il comparto che più di ogni altro è sensibile alle esigenze di un attento e fine controllo delle temperature, nelle diverse fasi di lavorazione di cibi e bevande destinate al largo consumo. Basti pensare alla necessità di mantenere inalterate le proprietà nutritive di cibi quali carni, pesce e latticini durante le fasi di preparazione, produzione e imballaggio, necessitando di refrigeratori efficienti e affidabili per evitare il deterioramento delle materie prime alimentari. Così come ad esempio un impianto di pastorizzazione del latte richiede idonei cicli di riscaldamento per rispettare determinate temperature necessarie a ottenere le caratteristiche richieste. Cicli di riscaldamento dell'acqua da immettere nell'impianto di pastorizzazione possono essere ottenuti mediante immissione in uno scambiatore di calore.

### Chimico e Farmaceutico
La corretta regolazione delle temperature è fondamentale nell'industria chimica e farmaceutica, nelle quali precise temperature sono essenziali per il verificarsi di determinate reazioni chimiche tra i componenti, al fine di ottenere principi attivi e sottoprodotti specifici, evitando al contempo di danneggiare e deteriorare il prodotto stesso. Tali reazioni comportano notevoli quantità di energia e possono avvenire con sviluppo di calore o con assorbimento di calore, sviluppandosi in apparecchi chiamati reattori, spesso mantenuti a pressione, con al loro interno dei miscelatori o mixer. Queste apparecchiature sono spesso dotate di incamiciature esterne, al cui interno circolano fluidi caldi o freddi che provvedono alla corretta termoregolazione, a seconda del momento della reazione e dell'azione richiesta.

### Metallurgia e industria meccanica
Nell'industria meccanica e nelle acciaierie la termoregolazione è di primaria importanza, in quanto la lavorazione dei componenti deve sottostare a tolleranze dimensionali molto ristrette, e anche piccole variazioni di temperatura possono ingenerare variazioni dimensionali con gravissime ripercussioni nel rendimento dei componenti, pensiamo all'albero motore di un aereo. Allo stesso modo, metallurgia, produzione di acciaio, trattamenti termici e finitura, prevedono quasi tutti cicli di riscaldamento e importanti cicli di raffreddamento conseguente, determinanti per ottenere certe caratteristiche tecniche e fisiche dei metalli. Ad esempio, un bagno di tempra per l'acciaio deve essere mantenuto freddo per garantire il corretto trattamento termico finale e la disposizione ottimale del cristallino nel metallo. Impianti di fusione e forni necessitano a loro volta di sistemi di raffreddamento che li mantengano in sicurezza, dissipando il calore in eccesso sviluppato nel ciclo di produzione che altrimenti danneggerebbe le attrezzature, fornendo peraltro cascami di energia esausta di scarto che possono essere recuperati e reimpiegati in cicli di riscaldamento asserviti ad altre utenze, negli stabilimenti e nel ciclo produttivo stesso, ad esempio per il riscaldamento degli ambienti o per ottenere acqua calda a uso sanitario.

### Lavorazione della plastica e della gomma
Nella lavorazione della plastica e della gomma, così come nella produzione di materiali speciali ad altissime prestazioni, il controllo delle temperature e la termoregolazione sono essenziali per garantire le eccezionali caratteristiche tecniche e fisiche dei prodotti finiti. Materiali innovativi ad alte prestazioni trovano oggi impiego in una varietà infinita di applicazioni, ad esempio nei settori automobilistico e aerospaziale, non solo ad esempio per creare pneumatici speciali e parti in polimeri a elevata resistenza alla corrosione per la realizzazione di motori, ma anche componenti strutturali che grazie alle caratteristiche di grande robustezza ed elevata leggerezza aumentano le prestazioni dei dispositivi, limitandone il peso e contenendo di conseguenza i consumi di carburante e le emissioni nocive per l'ambiente. Nuovi materiali plastici sono anche largamente impiegati nello sport per la realizzazione di attrezzature all'avanguardia, dove la leggerezza e la robustezza di un componente, la resistenza aumentata all'usura e a condizioni operative sfidanti sono determinanti ai fini di ottimizzare le prestazioni degli atleti.

### Cogenerazione
Un impianto di cogenerazione è un sistema in grado al contempo di generare sia energia elettrica che termica, che va recuperata per massimizzare il rendimento energetico complessivo. Macchine termiche per la termoregolazione dell'impianto sono pertanto essenziali per aumentare l'efficienza energetica di questa tipologia di impianti, che trovano sempre più larga diffusione nella produzione di energia. Al contempo, scambiatori di calore e soluzioni per il preriscaldamento del biocombustibile sono essenziali per assicurare il corretto funzionamento del sistema, così come pure sono spesso necessari condensatori per il pre-trattamento del biogas, in funzione di essiccatori che asportano il contenuto di vapore e umidità in eccesso evitando danni ai componenti interni del motore.

### Compressori d'aria e motori endotermici lubrificati a olio
Raffreddamento e termoregolazione dell'olio lubrificante sono fondamentali in compressori per aria compressa e in presenza di componenti meccanici in movimento: ad esempio, un motore endotermico ha bisogno di essere raffreddato, dissipando il calore prodotto in eccesso, onde non andare in sovra-temperatura fino a bloccarsi e rompersi, in quanto le temperature che si raggiungono sono elevatissime. Qui, l'olio idraulico svolge una doppia funzione, quella di olio lubrificante, a protezione delle parti meccaniche in movimento da attriti e danni da frizione, e al contempo quella di raffreddamento, in quanto l'olio circolando all'interno dell'apparecchiatura asporta il calore prodotto dal movimento stesso dei componenti, funzione altrettanto importante per garantire la piena funzionalità della macchina. Calore che deve quindi essere ceduto a sua volta dall'olio idraulico a un altro fluido, in quanto le alte temperature che l'olio lubrificante raggiunge a lungo andare ne alterano la natura e le caratteristiche, quali la viscosità, rendendolo inadatto alla funzione stessa di lubrificazione delle parti meccaniche in movimento. I danni che altrimenti possono conseguire comportano onerose spese non solo per il ripristino della macchina, ma, pensando alla fattispecie di processi produttivi industriali, anche a causa di fermo macchine e impianti con perdita di produzione.

## Efficienza Energetica nella termoregolazione industriale
Le moderne applicazioni di termoregolazione industriale possono contribuire a realizzare importanti progetti di efficienza energetica. Ciò è possibile grazie al recupero di calore di scarto, prodotto in grandi quantità e disponibile nella stragrande maggioranza dei processi produttivi, in tutti i settori d'industria. Questa energia termica, invece che dissipata nell'ambiente, può venire recuperata ed essere reimpiegata per riscaldare i fluidi coinvolti in altre fasi del processo produttivo, per riscaldare ambienti e acqua a uso sanitario, ma anche a fini di raffreddamento. Un uso intelligente dell'energia e del calore di scarto negli impianti industriali può in tal modo portare enormi benefici in termini di riduzione dei consumi di energia primaria, con incremento dell'efficienza complessiva del sistema, abbattimento dei costi e delle emissioni e notevoli ritorni in termini di risparmio energetico e 
sostenibilità del ciclo produttivo.